# تپه اشتران ۱
تپه اشتران ۱ مربوط به دوران‌های تاریخی پس از اسلام است و در شهرستان بوئین‌زهرا، روستای نوده واقع شده و این اثر در تاریخ ۱۲ بهمن ۱۳۸۱ با شمارهٔ ثبت ۷۴۵۸ به‌عنوان یکی از آثار ملی ایران به ثبت رسیده است.